# Makau (półwysep)
Makau (chiń. trad. 澳門半島; pinyin Aōmén Bàndǎo; jyutping Ou3 mun2 Bun3 dou2; port.: Península de Macau) – półwysep w południowo-wschodnich Chinach, otoczony wodami Morza Południowochińskiego, część terytorium Specjalnego Regionu Administracyjnego Makau. Całkowita powierzchnia półwyspu wynosiła w 2010 roku 9,3 km².
Półwysep Makau był pierwotnie wyspą, lecz mielizna łącząca wyspę z kontynentem utworzyła przesmyk i przekształciła ją w półwysep.